# حاج سید مصطفی تیرفروش
سیدمصطفی تیرفروش  از بازاریان تهرانی بود، که در دوره نخست بعنوان نماینده تهران در مجلس شورای ملی حضور داشت.